# Hermann-Josef Geismann

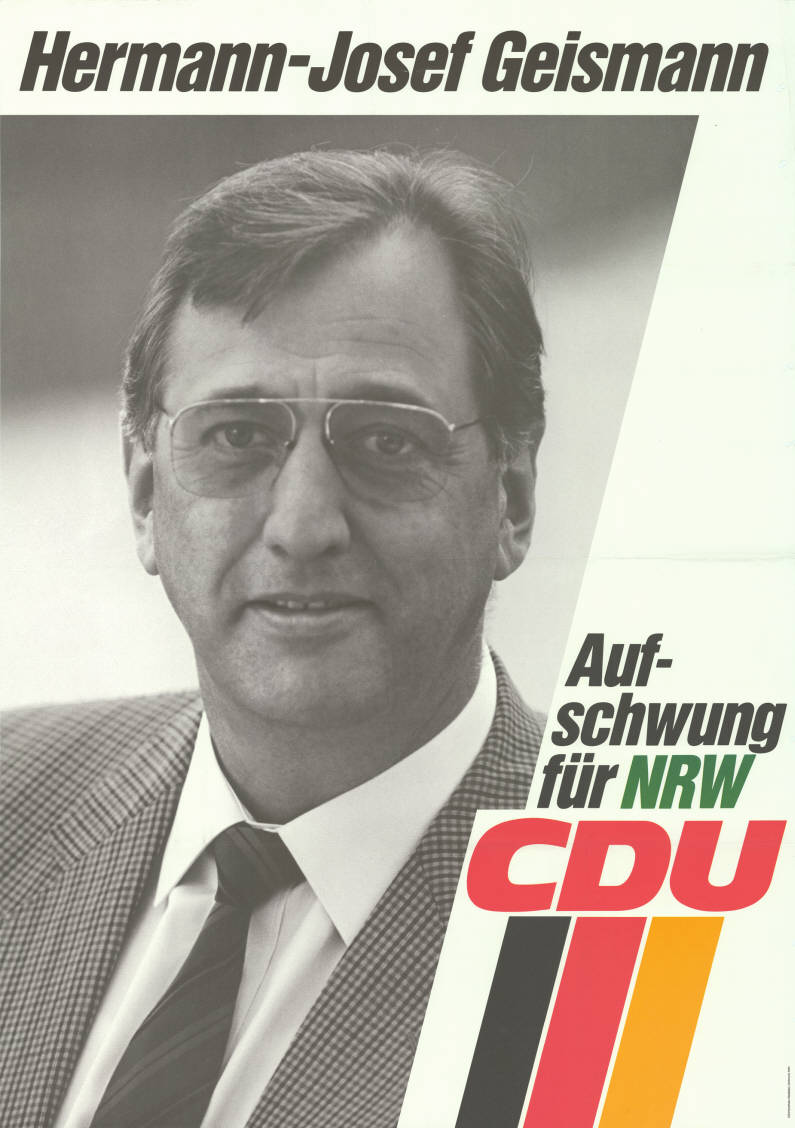
Kandidatenplakat zur Landtagswahl in Nordrhein-Westfalen 1985

Hermann-Josef Geismann (* 1. August 1930 in Hemer; † 23. Juni 2018 ebenda) war ein deutscher Architekt und Politiker, der zwischen 1970 und 1985 für die CDU im Landtag Nordrhein-Westfalen saß. Daneben war er zwischen 1969 und 1974 letzter Amtsbürgermeister des Amtes Hemer.

## Leben
Nachdem Hermann-Josef Geismann 1948 die Mittlere Reife abgelegt hatte, begann er eine Lehre zum technischen Zeichner und Maurer. Bis 1958 ließ er sich zudem zum Ingenieur ausbilden und arbeitete fortan als Architekt. Nach einer Anstellung bei Alwin Dossmann in Iserlohn führte er später sein eigenes Büro. Die Kunst war ein Hobby des Hemeraners, weshalb er zwischenzeitlich als freischaffender Künstler tätig war.
Als Architekt gestaltete er unter anderem folgende Bauwerke:
- 1966: Christkönig-Kirche in Hemer
- 1968: Kirche St. Michael in Iserlohn[1]
- 1973: Umbau der Kirche St. Marien in Hemer
- 1988: Wiederaufbau der Ihmerter Kirche in Hemer[2]

Als Vorsitzender des Bürger- und Heimatvereins Hemer betreute er die Modernisierung des Felsenmeermuseums. Der BHV und der Haus- und Grundbesitzerverein Hemer ernannten Geismann zum Ehrenvorsitzenden. Im Alter von 73 Jahren fungierte er zudem noch als Bauleiter bei Sanierungsarbeiten auf der Burg Klusenstein. Auch die denkmalgeschützten Herrensitze Haus Hemer und Edelburg wurden von ihm restauriert.

## Politik
Im Alter von 18 Jahren trat Hermann-Josef Geismann in die Junge Union ein, 1955 schließlich auch in die CDU. Er engagierte sich daraufhin in der Führung seiner heimischen Verbände. Zwischen 1960 und 1966 war er Vorsitzender der Jungen Union im Kreis Iserlohn, zwischen 1966 und 1978 führte er die CDU Hemer an, als stellvertretender Vorsitzender der CDU Stadt und Kreis Iserlohn war er von 1967 bis 1979 (seit 1974 CDU Mark) aktiv. Die Junge Union seiner Heimatstadt Hemer ernannte ihn zum Ehrenmitglied.
1970 zog Geismann erstmals in den Landtag Nordrhein-Westfalens ein. Fünf Jahre später gewann er die Wahl im Wahlkreis Iserlohn-Stadt – Iserlohn-Land II für die CDU. Nach der kommunalen Neuordnung gewann er 1980 den Wahlkreis Märkischer Kreis IV noch ein weiteres Mal. Bei der folgenden Landtagswahl 1985 verlor er jedoch sein Mandat an den SPD-Kandidaten Hagen Müller. In der Debatte um das Sauerland/Paderborn-Gesetz sprach er sich für eine Eigenständigkeit Hemers gegenüber Iserlohn aus.
Neben der Landespolitik war Hermann-Josef Geismann auch kommunalpolitisch aktiv. Zwischen 1969 und 1978 war er Mitglied des Rats der Stadt Hemer, in den ersten fünf dieser Jahre amtierte er als Amtsbürgermeister. 1969 wurde er für fünf Jahre in den letzten Kreistag des Landkreises Iserlohn gewählt. Im März 1981 erhielt Geismann das Bundesverdienstkreuz am Bande.
In die Kritik geriet Geismann im Zuge der Neugestaltung der Hemeraner Innenstadt. Als Amtsträger ließ er sich Ende des Jahres 1975 35.000 DM vom Bauherrn der neuen Mitte, Bernhard Kleine-Frauns, auszahlen, wie 1978 bekannt wurde. Zudem nahm er als Architekt der mitbietenden Firma Erdbories an einigen nichtöffentlichen Sitzungen des Planungsausschusses teil, obwohl er in der Diskussion um den Stadtkern befangen war und damit laut Gemeindeordnung nicht hätte teilnehmen dürfen. Daraufhin musste er im August 1978 sein Ratsmandat niederlegen. Einen Monat später trat Geismann auch vom Vorsitz der CDU Hemer zurück.
Hermann-Josef Geismann starb am 23. Juni 2018 in seiner Heimatstadt.